# ベヒホーフェン (フランケン)
ベヒホーフェン (ドイツ語: Bechhofen) は、ドイツ連邦共和国バイエルン州ミッテルフランケンのアンスバッハ郡に属する市場町。

## 地理

### 近隣市町村
アーベルク、ブルク、ブルクオーバーバッハ、デントライン・アム・フォルスト、エーインゲン、ヘリーデン、オルンバウ、ヴァイデンバッハ

### 自治体の構成
この町は、公式には28の地区 (Ort) からなる。このうち小集落や孤立農場などを除く集落を以下に列記する。
| - ベヒホーフェン - ビルカハ - フレッシェウ - グローセンリート - ハイナースドルフ - カウドルフ - クラインリート | - ケーニヒスホーフェン・アン・デア・ハイデ - リーバースドルフ - メルラハ - ライヒェナウ - ロールバッハ - レッテンバッハ - ザクスバッハ | - タン - フォゲンドルフ - ヴァイツェンドルフ - ヴァイデンドルフ - ヴィーゼトブルック - ヴィンケル |

### 宗教
- ルター派ベヒホーフェン教会
- ルター派ケーニヒスホーフェン教会
- ルター派ゾンマースドルフ・タン教会
- 聖ラウレンティウス・グローセンリート教区

## 行政

### 議会
ベヒホーフェンの議会は、20議席。これに町長が加わる。

### 紋章
図柄: 銀地と赤地で左右二分割。左右それぞれに2つずつ、金の軸を持つそれぞれの互いの背景色の円筒が描かれている。円筒は、森の豊かなこの地域で盛んな松ヤニ生産を示す。"Bechhofen"という町の名前も松ヤニ（"Pech") に由来する。

### 友好都市
- ル・ブラン （フランス、アンドル県） 1975年

## 文化と見所

### 博物館
- 特筆すべきは、ユニークな筆とブラシの博物館である。ベヒホーフェンはドイツの筆生産の中心地である。この博物館のテーマは、18世紀から続く筆やブラシに関する手工芸品の多様性を紹介することにある。今日でも筆は伝統工芸として受け継がれている。
- ケーニヒスホーフェンにある私営のMuseum Wiegen und Messen には、主にバイエルンの物差しと秤が展示されている。

### 建築
- ベヒホーフェンの城館
- ヴィーゼトブルック地区の水車
- ケーニヒスホーフェン地区のマリア聖堂
- グローセンリート地区の聖ラウレンティウス教会
- ベヒホーフェン地区の旧ユダヤ人墓地

## 引用
1. ↑  https://www.statistikdaten.bayern.de/genesis/online?operation=result&code=12411-003r&leerzeilen=false&language=de Genesis-Online-Datenbank des Bayerischen Landesamtes für Statistik Tabelle 12411-003r Fortschreibung des Bevölkerungsstandes: Gemeinden, Stichtag (Einwohnerzahlen auf Grundlage des Zensus 2011)
2. ↑  Bayerische Landesbibliothek Online